# Démobilisation à la fin de la Première Guerre mondiale
La démobilisation à la fin de la Première Guerre mondiale, chaotique en Allemagne, en Autriche-Hongrie et en Russie où les anciens combattants sont rentrés par leurs propres moyens, s’est effectuée de manière organisée dans les armées des États vainqueurs. Dans les forces armées française et britannique, la longueur des opérations, qui se sont étalées sur plus d’une année, a suscité le mécontentement de soldats restés sous les drapeaux depuis plusieurs années.

## Démobilisation de l'armée française
La démobilisation des combattants français de la Première Guerre mondiale s’est déroulée sur une période de 19 mois, du 16 novembre 1918 au 14 juin 1920.
Après l’armistice, la plupart des 5 millions de soldats espèrent être démobilisés rapidement. Mais, sauf pour les plus âgés, la libération se fait attendre car la tâche est immense et l'armée veut conserver des effectifs suffisants pour faire pression sur l'Allemagne.

## Démobilisation des armées allemande et austro-hongroise

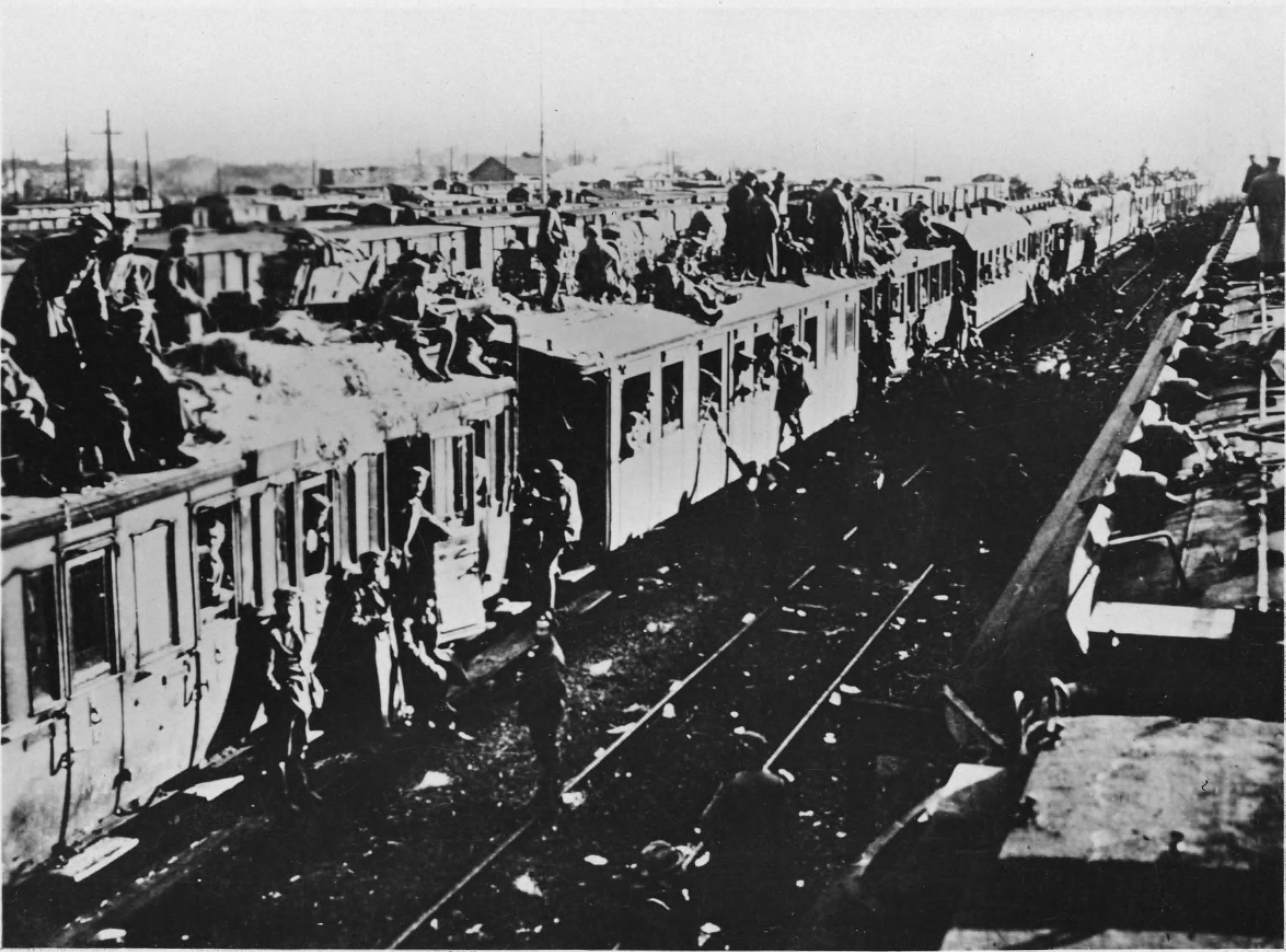
Soldats allemands de retour dans leurs foyers sur un train

Les plans de démobilisations des armées allemande et austro-hongroise établis en 1916 et 1917 n’ont pu être mis en œuvre. 
Dès avant l’armistice, de nombreux soldats allemands apprenant la fuite du Kaiser aux Pays-Bas estiment ne plus avoir de chef et rentrent dans leurs foyers. D'abord sommés de regagner leur poste, ils sont ensuite mis en congé illimité, par une directive du 21 novembre 1918, sauf ceux des classes de 1896 à 1899. Cette directive prévoit une attribution de 15 marks et de vêtements civils. Dans la situation chaotique en Allemagne de fin 1918-début 1919, les soldats reviennent par leurs propres moyens et ne reçoivent aucune aide.
En Autriche-Hongrie, après les désertions massives de la fin de l’été 1918, la double monarchie se désagrège à l’automne. Après l’armistice du 3 novembre 1918 les soldats encore sur le front italien, abandonnés de leurs officiers, rentrent par eux-mêmes, le plus souvent à pied.

## Démobilisation de l’armée britannique
La démobilisation s’étend sur une longue durée de décembre 1918 au printemps 1920.
Contrairement à celle de l’armée française, elle s’effectue suivant les besoins économiques du pays et non par date d'entrée dans l'armée. Chaque soldat remplit un formulaire indiquant ses qualifications professionnelles et est presque assuré d’un emploi à son retour s'il est libéré par l'autorité. Ce choix d’une démobilisation personnalisée suscite un fort mécontentement. Aussi, un règlement du 29 juin 1919 de Winston Churchill  prévoit des règles proches du modèle français en fonction des états de service et non plus du marché de l’emploi.

## Démobilisation de l’armée américaine
La démobilisation fut assez lente en partie pour des raisons économiques. Ainsi, le gouvernement américain maintient ses commandes à l’industrie après l’armistice pour éviter une déstabilisation.

## Démobilisation de l'armée italienne
La démobilisation s'organise comme en France suivant la règle de l'ancienneté.

## Démobilisation en Russie
Une semaine après la Révolution d’Octobre, un décret sur la paix est signé le 15 novembre 1917 suivi par l’armistice du 15 décembre 1917 pour une période de 2 mois.
Pendant cette période, les unités de l’armée russe peuvent entrer en contact avec celle de l’armée adverse, Lénine espérant des fraternisations qui se seraient étendues dans une contagion révolutionnaire.
À l’expiration de l’armistice, le 15 février 1918, les puissances centrales reprennent leur avance dans le territoire russe sans rencontrer aucune résistance. Le pouvoir bolchevique est contraint d’accepter les conditions imposées par les puissances centrales au traité de Brest-Litovsk du 3 mars 1918.
La démobilisation est officiellement autorisée à partir du 10 février 1918. À cette date, dès avant le décret sur la paix, une partie des combattants avaient choisi de quitter l’armée. Un Commissariat du peuple à la démobilisation tente d’organiser le retour mais se trouve débordé par la masse. Pour la plupart le voyage sur des centaines ou des milliers de kilomètres se déroule dans des conditions chaotiques dans un climat de violences, en vagues éparpillées rencontrant  celles des anciens prisonniers libérés d'Allemagne et d'Autriche.  
L’Armée rouge  créée le 23 février 1918 n’est alors une armée de volontaires et la remobilisation des ouvriers et paysans n’est décidée que le 9 juin 1918.